# T (латиниця)
T — 20-а літера латинського алфавіту,

## Способи кодування
В Юнікоді велика Т кодується як U+0054 та мала t — U+0074.
Код ASCII для великої T — 84, для малої t — 116; або у двійковій системі 01010100 та 01110100 відповідно.
Код EBCDIC для великої T — 227, для малої t — 163.
NCR код HTML та XML — «T» та «t» для великої та малої літер відповідно.
| Фонетичний алфавіт НАТО   | Фонетичний алфавіт НАТО | код Морзе                      | код Морзе    |
| Tango                     | Tango                   | –                              | –            |
|                           |                         |                                | ⠞            |
| Морський прапорний сигнал | Семафорна абетка        | Американська мова жестів (ASL) | Шрифт Брайля |